# Estken
Estken (Essken, Estko) – herb szlachecki.

## Opis herbu
W pas, w polu błękitnym – gwiazda złota sześcioramienna; pole czerwone podzielone pasem srebrnym.
Klejnot – między dwiema trąbami, szachowanymi w kolorach tarczy, sześcioramienna gwiazda złota.

Mają w herbie gwiazdę złotą, w modrem polu, pod nią czerwona strefa, potem niżej biała i czerwona, na hełmie bez korony gwiazda złota, między dwiema trąbami szachowanemi.

## Najwcześniejsze wzmianki
Jan Estka z Prus poseł na sejm 1646.

## Herbowni
Jedna rodzina herbownych (herb własny):
Estken, Estko, Estkowski,